# 杜菲峰
71°45′S 70°40′W / 71.750°S 70.667°W
杜菲峰（英語：Duffy Peak）是南極洲的山峰，位於亞歷山大一世島西南部，處於哈格曼峰東南部，屬於斯特卡托峰的一部分，在1935年由美國的探險家拍攝空中照片，現時由南極條約體系管理。